# Вірга

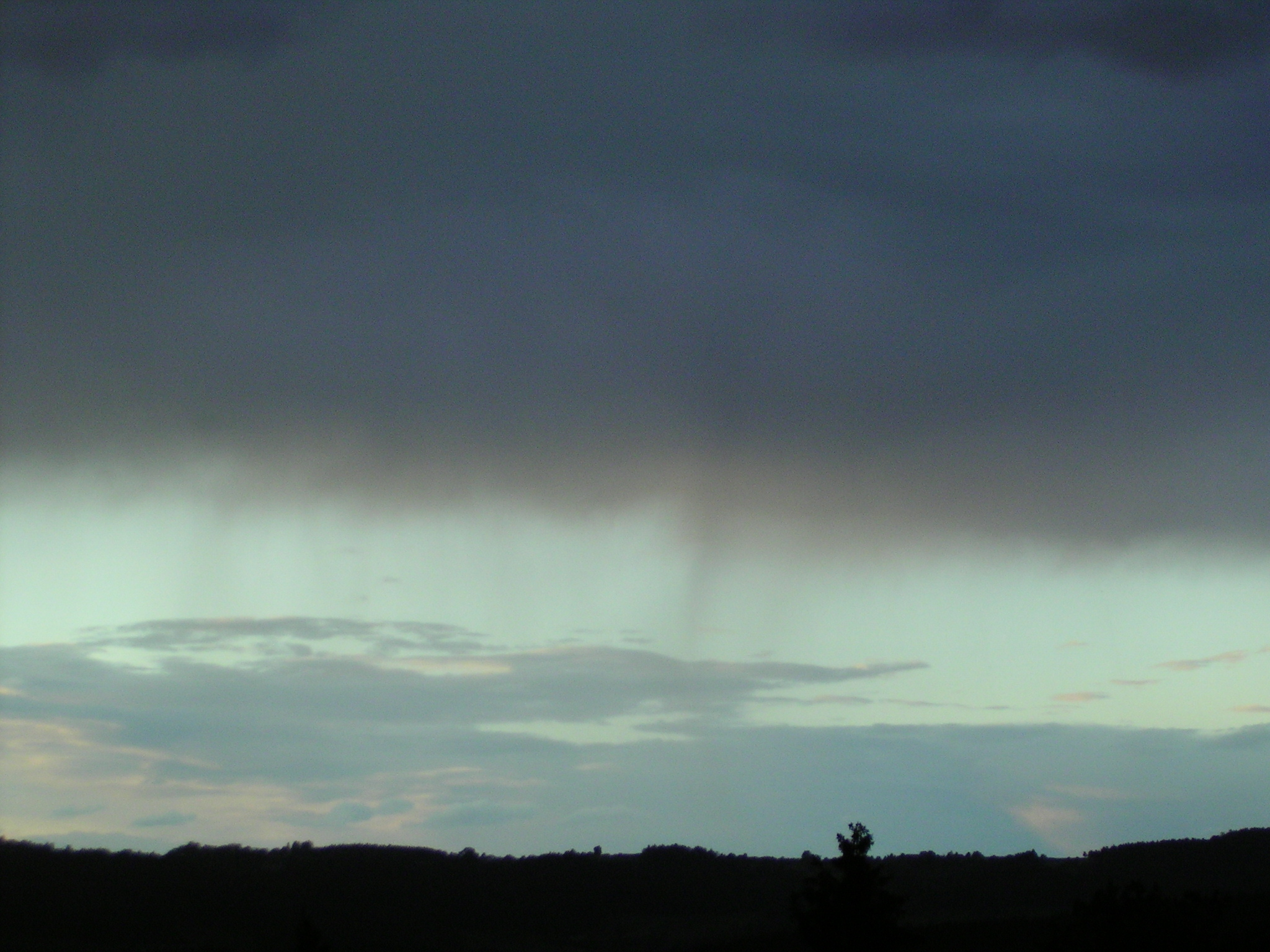
Вірга в шарувато-дощових хмарах

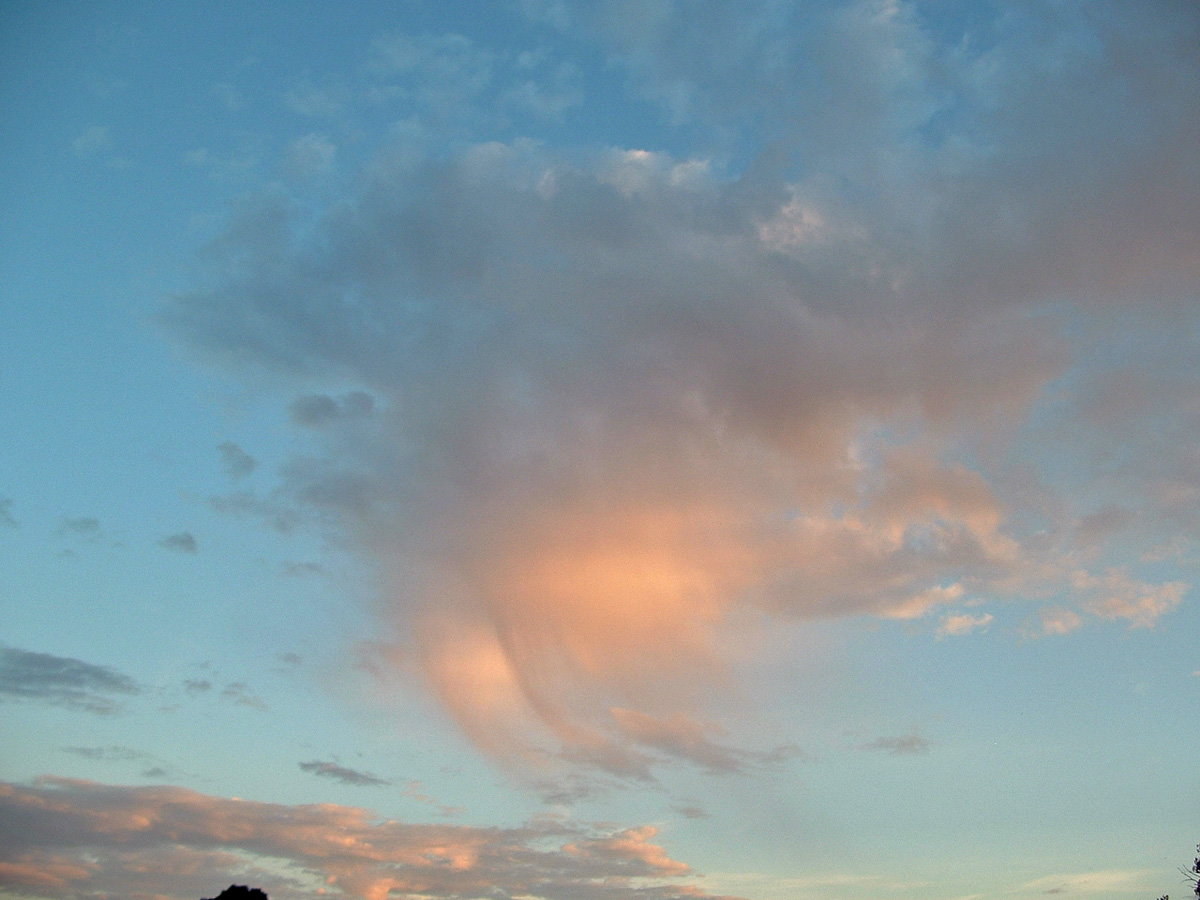
Випадання вірги з високо-купчастих хмар

Вірга (лат. virga — «прут», «гілка») — дощ, який випаровується, не досягаючи землі. Спостерігається у вигляді помітної смуги опадів, що виходить з-під хмари. Це явище зустрічається у шарувато-дощових,висококупчастих, перисто-купчастих, купчасто-дощових хмарах.
Випаровування як правило відбувається через нагрівання, спричинене стисненням повітря, оскільки тиск збільшується ближче до поверхні землі. Це явище є дуже поширеним в пустелях та помірних широтах. В Північній Америці як правило спостерігається в західних Сполучених Штатах і канадських преріях.
Вірга може викликати різні погодні ефекти. Оскільки перехід дощових крапель з рідини в стан пари знижує температуру повітря через високу теплоту випаровування води, в деяких випадках утворені кишені холодного повітря можуть швидко опускатися, створюючи сухий мікропорив, який може бути надзвичайно небезпечним для авіації. З іншого боку, коли опади випаровуються на великій висоті, низхідне повітря може суттєво нагрітися досягаючи поверхні землі.
Цей доволі рідкісний феномен призводить до поривів гарячого і дуже сухого повітря.
Вірга може породжувати живописні явища у хмарах, особливо під час заходу сонця.

## Вірга на інших планетах
Сірчаний кислотний дощ в атмосфері Венери випаровується до того, як досягне поверхні через високу температуру біля неї. У вересні 2008 року космічний апарат NASA Фенікс, що висадився на Марс виявив різноманітні сніжні вірги, що випадали з марсіанських хмар.